# Ludwig Schuncke
Christian Ludwig Schuncke (Cassel, 21 décembre 1810 – Leipzig, 7 décembre 1834) est un pianiste et compositeur prussien, proche ami de Robert Schumann. Ses promesses artistiques ont été éclipsées par la tuberculose, qui l'emporte à l'âge de 23 ans.
Il est généralement connu sous le nom de Ludwig, mais apparaît également en tant que Louis, dans certaines références. Son nom apparaît sous les formes Schuncke ou Schunke.

## Biographie
Ludwig Schuncke naît à Cassel en 1810. Ses premiers professeurs sont son père Johann Gottfried Schuncke (de) (1777–1840) et son oncle Johann Michael Schuncke (1778–1821), qui étaient tous deux cornistes professionnels.
Ses talents sont reconnus très tôt, et encouragés. En mars 1822, âgé seulement de onze ans, il interprète le Concerto pour piano en la mineur, opus 85 de Johann Nepomuk Hummel, sous la direction de Louis Spohr. Ensuite, il effectue une tournée de concerts en Allemagne. Carl Maria von Weber exprime son approbation à propos des premières compositions de Schuncke.
En 1828, il est l'un des quatre pianistes qui jouent la transcription d'Henri Bertini de la  Septième Symphonie de Beethoven, pour huit mains ; les autres interprètes étant Bertini lui-même, Franz Liszt et Sowinsky.
Il se rend à Paris pour étudier. Ses principaux professeurs sont Friedrich Kalkbrenner, Anton Reicha et Henri Herz et il se lie d'amitié avec d'autres musiciens tels qu'Hector Berlioz, Sigismond Thalberg et Johann Peter Pixis. À Paris, il gagne sa vie comme démonstrateur pour les pianos Duport, et il a aussi vécu avec la famille Duport. À la fin de ses études, il revient en l'Allemagne. À Stuttgart, il fait la connaissance de Frédéric Chopin, après l'avoir entendu interpréter son Concerto pour Piano no 1 en mi mineur. Schuncke dédie son Capriccio en ut mineur, op. 10, à Chopin. Il déménage ensuite à Vienne, Prague et Dresde, où il apparaît en concert, avant de s'installer à Leipzig en décembre 1833. Il vit dans une maison de pension et sa chambre se trouve à côté de celle de Robert Schumann, dont il devient un ami très proche. Schuncke est l'un des cofondateurs de la Neue Zeitschrift für Musik et l'un de ses premiers contributeurs, sous le pseudonyme de « Jonathan ». Il a également été membre de Schumann Davidsbund.
Il se produit en tant que soliste au Gewandhaus de Leipzig, le 27 janvier 1834. Dans un article, Schumann compare favorablement le jeu de Franz Liszt à celui de Ludwig Schuncke.
Schuncke dédie sa Grande Sonate en sol mineur, op. 3, à Schumann, qui avait beaucoup d'admiration pour l'œuvre, et en retour, il lui dédié sa Toccata en ut majeur, op. 7, à Schuncke lors de la publication en 1834. Dans une lettre datée du 4 septembre 1834, Schumann écrit que toute sa richesse pouvait être résumé en trois noms : Henriette Voigt, Ernestine von Fricken et Ludwig Schuncke.
Le Carnaval, op. 9, de Schumann, trouve son origine dans une série de variations sur un Sehnsuchtswalzer de Franz Schubert. Le rôle de catalyseur pour les variations de Schumann, peuvent avoir été une œuvre pour piano et orchestre sur le même thème de Schuncke (son op. 14). Schumann estimait que le traitement héroïque de Schuncke était inadapté pour la réflexion et la nature tendre de la pièce de Schubert. Il a composé des variations dans une approche plus intime, pour piano seul. Il a travaillé sur la pièce en 1833 et 1834. L'œuvre  n'a jamais été terminée, cependant, il a réutilisé l'ouverture de 24 mesures pour celle du Carnaval.
Ludwig Schuncke aide Schumann à traverser sa crise de 1833–1834, dans laquelle une grave maladie dépressive le conduit à une tentative de suicide, alors que son frère et sa belle-sœur sont morts. Schumann, à son tour, soigne Schuncke dans ses derniers jours de maladie. Ludwig Schuncke meurt le 7 décembre 1834, deux semaines avant son 24e anniversaire, de la tuberculose. Il est enterré à l'ancien cimetière Saint-Jean de Leipzig. Schumann pour toujours gardé le portrait de Schuncke sur son lit de mort dans son bureau, parmi une galerie de portraits accrochés au-dessus de son piano.

## Style
Bien que leurs approches diffèrent parfois, Schuncke et Schumann se sont influencés l'un l'autre, à un degré significatif. Ceci peut être vu dans l'exemple suivant, qui présente un extrait de la Grande Sonate en sol mineur de Schuncke qui pourrait facilement être joué avec un extrait du Concerto pour piano en la mineur de Schumann. 
|  |  |

## Œuvres

### Piano
- Scherzo Capriccioso, op. 1
- Variations sur un thème original quasi Fantaisie brillant, en mi-bémol majeur, op. 2
- Grande Sonate en sol mineur, op. 3 (1832, dédiée à Robert Schumann)
- Fantaisie brillante en mi majeur, op. 5
- Allegro Passionato en la mineur, op. 6
- Divertissement brillant, op. 7
- Premier Caprice en ut majeur, op. 9 (dédié à Clara Wieck)
- 2ème Caprice en ut mineur, op. 10 (dédié à Frédéric Chopin)
- Rondeau brillante en mi-bémol majeur, op. 11
- Divertissement brillant sur des aires allemenades, en si-bémol majeur, op. 12
- Deux pièces caractéristiques en si-bémol mineur et ut mineur, op. 13
- Rondeau en ré majeur, op. 15
- Air suisse varié
- Six Préludes
- Rondino précédé d'une Introduction
- Adagio et Rondo en sol majeur
- Capriccio
- Due Divertimenti
- Fantaisie
- Marcia funebre
- Six Préludes
- Rondino précédé d'une Introduction
- Variations VII
- Valse rapide

### Piano à quatre mains
- Petit Rondeau en ut majeur
- Rondo brillant en sol majeur
- Deux pièces caractéristiques pour piano à quatre mains, op. 13 (publié en 1834) : 
  - No 1 en si mineur, Andante con moto
  - No 2 en ut mineur, Presto

### Piano et orchestre
- Variations brillantes sur la Sehnsuchtswalzer de Franz Schubert en la bémol majeur, op. 14
- Concerto pour piano (perdu)

### Musique de chambre
- Duo concertant pour piano et cor
- Petites variations pour piano et violon en ut majeur

### Œuvres vocales
- Amour de mère
- Avec golden chaîne complète de sons, à 3 voix et piano
- L'amour endormie
- Quatre lieder

1. Chanson du printemps
2. Le jeune homme au bord du ruisseau
3. Le vœu de l'enfant
4. chanson de Gretchen

- Sept lieder

1. Berceuse
2. Chanson de la Bergère
3. Envie
4. Le Bethe se termine
5. Première perte
6. Erlkönig
7. Adieu

- Cinq lieder, op. 8

1. Chanson de Gretchen
2. L'attente
3. La tonnelle
4. Je tiens à vous dire
5. Le jeune homme dans le courant

## Discographie
Jozef De Beenhouwer est l'un des premiers à jouer la Grande Sonate en sol mineur, op. 3 de Schuncke. L'œuvre a également été enregistrée par Sylviane Deferne dès 1994, Mario Patuzzi et Gregor Weichert. (Le nom du compositeur étant indiqué sur les albums de Patuzzi et Weichert, respectivement comme « Christian L. Schunke » et « Louis Schuncke »). Un disque de Tatiana Larionova chez Brilliant Classics (2015), rassemble également la Sonate et plusieurs œuvres pour piano.
Son lieder Gretchen am Spinnrad est également enregistré.